# Álvaro Soler

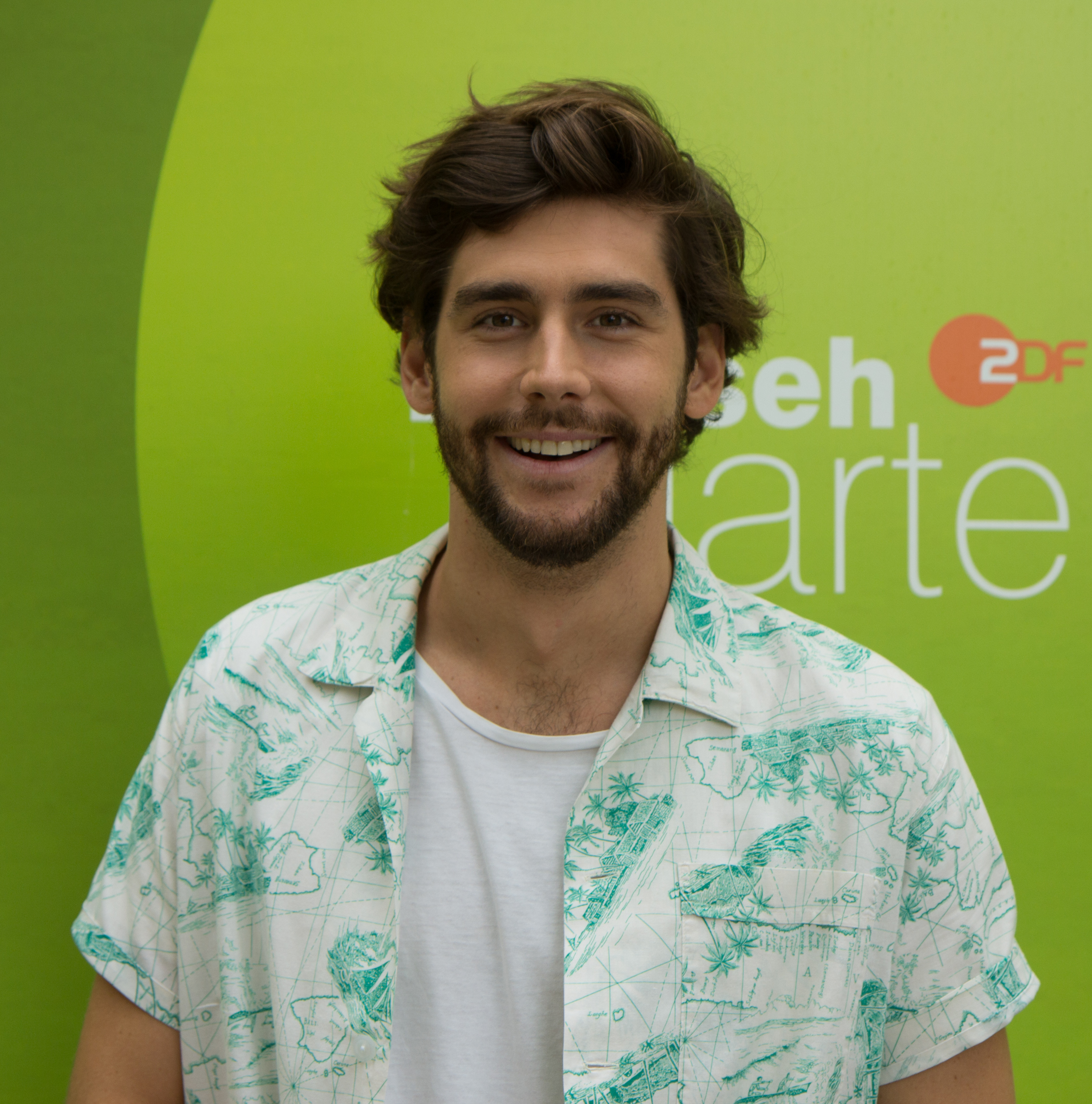
Álvaro Soler (2018)

Álvaro Soler ([ˈalβaɾo soˈleɾ]; * 9. Januar 1991 als Álvaro Tauchert Soler in Barcelona) ist ein spanisch-deutscher Popsänger und Synchronsprecher.

## Biografie
Der Sohn einer spanisch-belgischen Mutter und eines deutschen Vaters wuchs bis zum zehnten Lebensjahr in seiner Geburtsstadt Barcelona auf. Dann zog er mit seiner Familie nach Tokio, besuchte dort eine deutsche Schule und spielte in einer Schülerband. Mit 17 Jahren kehrte er nach Barcelona zurück und studierte von 2009 bis 2013 Industriedesign an der Escuela de Grafismo Elisava.

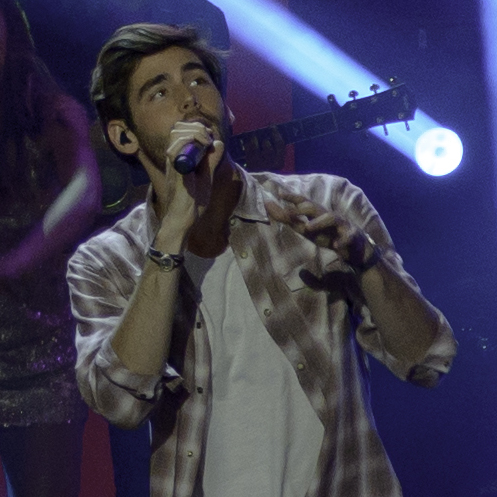
Álvaro Soler (2016)

Mit zehn Jahren begann er mit Klavierunterricht. Mit seinem zwei Jahre jüngeren Bruder und zwei Freunden gründete er 2010 in Barcelona die Band Urban Lights. Im Jahr darauf gewannen sie einen Universitätstalentwettbewerb und beschlossen, sich im Musikgeschäft zu versuchen. Sie produzierten eine Single und ein Album und erreichten 2013 in der landesweiten Castingshow Tú sí que vales das Finale.
Danach nahm ihn Universal Music als Solomusiker unter Vertrag. Anfang 2015 zog er nach Berlin und nahm sein Debütalbum Eterno agosto auf. Es wurde von Alexander Zuckowski und Simon Triebel produziert, die gemeinsam mit Soler die Lieder schrieben. Die erste Single El mismo sol wurde Ende April 2015 vorab in Italien veröffentlicht und stieg dort innerhalb von zwei Wochen auf Platz eins, wo sie sich vier Wochen lang hielt und fünffach mit Platin ausgezeichnet wurde. Das Video zum Song erreichte bei YouTube millionenfache Aufrufe.
Soler schreibt nicht nur seine eigenen Lieder; im Juli 2015 erschien auf dem Album Wachgeküsst von Wolkenfrei der Titel Felsenfest, den er zusammen mit Tamara Olorga und Nico Rebscher geschrieben hat. Im Juni wurde El mismo sol in den deutschsprachigen Ländern veröffentlicht und erreichte wenig später Platz eins in der Schweiz. Auch das Album platzierte sich in Italien und der Schweiz im Juli in den Charts. Die zweite Single Agosto belegte Anfang 2016 den ersten Platz in den polnischen Airplay-Charts. Im April 2016 hatte Soler mit Sofia seinen zweiten Nummer-eins-Hit in den italienischen Singlecharts. Im Juli stieg das Lied auch in den Schweizer Charts auf den ersten Platz; in Spanien und Österreich erreichte es die Top 5.
2016 saß er in der zehnten Staffel der italienischen Ausgabe der Castingshow The X Factor in der Jury. Die von ihm betreute Band Soul System gewann den Wettbewerb. Im September 2018 erschien sein zweites Album Mar de Colores. 2019 nahm er an der sechsten Staffel der deutschen Fernsehshow Sing meinen Song – Das Tauschkonzert teil. Von 2018 bis 2021 war er mit der spanischen Singer-Songwriterin Sofía Ellar liiert.
Im Juli 2021 erschien sein drittes Album Magia. Im selben Jahr saß er im Rateteam von The Masked Singer. Für den Disney-Film Encanto übernahm er als Synchronsprecher für die deutschsprachige und italienische Fassung die Rolle von Camilo Madrigal.
Seit 2021 ist er Coach bei The Voice Kids.
Im Mai 2023 heiratete er das deutsche Model Melanie Kroll. Im Juli 2024 wurden sie Eltern einer Tochter.

## Diskografie
Studioalben

| Jahr | Titel Musiklabel               | Höchstplatzierung, Gesamtwochen, AuszeichnungChartplatzierungen (Jahr, Titel, Musiklabel, Platzierungen, Wochen, Auszeichnungen, Anmerkungen) | Höchstplatzierung, Gesamtwochen, AuszeichnungChartplatzierungen (Jahr, Titel, Musiklabel, Platzierungen, Wochen, Auszeichnungen, Anmerkungen) | Höchstplatzierung, Gesamtwochen, AuszeichnungChartplatzierungen (Jahr, Titel, Musiklabel, Platzierungen, Wochen, Auszeichnungen, Anmerkungen) | Höchstplatzierung, Gesamtwochen, AuszeichnungChartplatzierungen (Jahr, Titel, Musiklabel, Platzierungen, Wochen, Auszeichnungen, Anmerkungen) | Höchstplatzierung, Gesamtwochen, AuszeichnungChartplatzierungen (Jahr, Titel, Musiklabel, Platzierungen, Wochen, Auszeichnungen, Anmerkungen) | Anmerkungen                                                 |
| Jahr | Titel Musiklabel               | DE | AT | CH | ES | IT | Anmerkungen                                                 |
| ---- | ------------------------------ | --- | --- | --- | --- | --- | ----------------------------------------------------------- |
| 2015 | Eterno agosto Airforce1 (UMG)  | DE5 Gold · (21 Wo.)DE | AT6 Gold · (25 Wo.)AT | CH1 Gold · (105 Wo.)CH | ES25 (10 Wo.)ES | IT1 Platin · (53 Wo.)IT | Erstveröffentlichung: 26. Juni 2015 Verkäufe: + 267.500     |
| 2018 | Mar de Colores Airforce1 (UMG) | DE8 Gold · (29 Wo.)DE | AT8 Gold · (19 Wo.)AT | CH4 (35 Wo.)CH | ES9 (11 Wo.)ES | IT10 Gold · (13 Wo.)IT | Erstveröffentlichung: 7. September 2018 Verkäufe: + 152.500 |
| 2021 | Magia Airforce1 (UMG)          | DE3 (14 Wo.)DE | AT4 (7 Wo.)AT | CH2 (16 Wo.)CH | ES29 (1 Wo.)ES | IT32 (7 Wo.)IT | Erstveröffentlichung: 9. Juli 2021                          |

## Filmografie
- 2021: Encanto (deutsche und italienische Stimme für Camilo Madrigal)
- 2025: Die Schlümpfe: Der große Kinofilm (deutsche Stimme für No Name)

## Auszeichnungen (Auswahl)
Die Eins der Besten
- 2017: „Video-Hit des Jahres“ (Sofia)
- 2019: „Hit des Jahres“ (La cintura)

Radio Regenbogen Award
- 2019: „Sommerhit 2018“
- 2024: „Pop national 2023“[15]